# Quintana (stacja metra)
Quintana – stacja metra w Madrycie, na linii 5. Znajduje się w dzielnicy Ciudad Lineal, w Madrycie i zlokalizowana jest pomiędzy stacjami Pueblo Nuevo i El Carmen. Została otwarta 28 maja 1964.